# Liste von Flüssen in China
Dies ist eine Liste chinesischer Flüsse. Die Liste enthält auch Flüsse, die nur teilweise in China verlaufen. Die Schreibung der chinesischen Namen erfolgt in vereinfachten Schriftzeichen und in Pinyin.
Es gibt in China mehr als 50.000 Fließgewässer deren Einzugsgebiet größer als 100 km2 ist und 79 mit individuellen Einzugsgebieten größer als 10.000 km2. Die Gesamtlänge der chinesischen Fließgewässer beträgt mehr als 430.000 km. 20 Flüsse sind über 1000 km lang.

## Arabisches Meer
- Indus (Yindu He 印度河)

## Golf von Bengalen
- Yarlung Zangbo (Yalu Zangbu Jiang 雅鲁藏布江) (Name des Oberlaufes des Brahmaputra, der in den Ganges mündet)

## Andamanensee
- Saluen (Sa’erwen Jiang 萨尔温江 oder Nu Jiang 怒江)

## Südchinesisches Meer
- Mekong (Meigong He 湄公河)
- Roter Fluss (Hong He 红河 oder Yuan He 元江)
- Perlfluss (Zhu Jiang) (珠江)
  - Nordfluss (Bei Jiang) (北江)
  - Ostfluss (Dong Jiang) (东江)
  - Han Jiang (韩江)
    - Mei Jiang (梅江)
      - Ning Jiang (宁江)

    - Ting Jiang (汀江)
    - Dajing He (大靖河)

  - Westfluss (Xi Jiang 西江)
    - Yu Jiang (鬱江)
      - Yong Jiang (邕江)
        - Zuo Jiang (左江)
        - You Jiang (右江)

    - Xun Jiang (浔江)
      - Qian Jiang (黔江)
        - Rong Jiang (融江)
        - Hongshui He
          - Beipan Jiang (北盘江)
          - Nanpan Jiang (南盘江)
            - Ba Shui (灞水) oder Ba He (灞河)

    - Gui Jiang (桂江)
      - Li Jiang (漓江)

## Taiwan-Straße
- Min Jiang (闽江)

## Ostchinesisches Meer
- Qiantang Jiang (钱塘江 oder Qian Jiang 钱江, sein Oberlauf ist unter dem Namen Xin’an Jiang (新安江) bekannt)
  - Wuxi Jiang (乌溪江)
  - Wu Jiang (婺江) – der Oberlauf des Le’an Jiang 乐安江
  - Fenshui Jiang (分水江)
  - Puyang Jiang (浦阳江)
  - Cao’e Jiang (曹娥江)
- Huangpu Jiang (黃浦江)
- Jangtsekiang (Chang Jiang) (长江, der Oberlauf heißt Jinsha Jiang 金沙江)
  - Tongtian He (通天河)
  - Yalong Jiang (雅砻江)
  - Min Jiang (岷江)
    - Mabian He (马边河)
    - Dadu He (大渡河)
    - Zagunao He (杂谷脑河)
    - Heishui He (黑水河)

  - Wu Jiang (乌江)
    - Xiang Jiang (湘江, nicht zu verwechseln mit dem gleichnamigen Nebenfluss des Jangtsekiang)

  - Jialing Jiang (嘉陵江)
    - Bailong Jiang (白龙江)
    - Bai Shui (白水)
    - Qu Jiang (渠江)
    - Fu Jiang (涪江)

  - Xiang Jiang (湘江)
    - Xiao Shui (瀟水)
    - Zheng Shui (蒸水)

  - Li Shui (澧水)
  - Yuan Jiang (沅江)
    - Wu Shui (巫水)

  - Zi Jiang (资江)
  - Han Jiang (汉江, auch Han Shui 汉水)
  - Gan Jiang (赣江)
    - Zhang Jiang (章江)
    - Gong Shui (貢水)
      - Mei He (梅河)

## Gelbes Meer
- Huai He (淮河)
  - Yi-Shu-Si-Flussnetz
  - Shaying He (沙颖河)
- Yi He (沂河)
  - Shu He (沭河)
  - Si He (泗河)
- Jiao He (胶河)
- Yalu Jiang (鸭绿江) – West-Koreagolf

## Golf von Bohai
- Wei He (潍河)
- Xiaoqing He (小清河, früher unter dem Namen Ji He 济河 bekannt)
- Gelber Fluss (Huang He) (黃河)
  - Daxia He (大峡河)
  - Fen He (汾河)
  - Wei He (渭河)
    - Jing He (泾河)
    - Nördlicher Luo He (北洛河)

  - Südlicher Luo He (南洛河)
- Hai He (海河)
  - Wei He (卫河)
    - Zhang He (漳河)

  - Yongding He (永定河)
- Luan He (滦河)
- Liao He (辽河)

## Japanisches Meer
- Tumen Jiang (图们江)
- Heilong Jiang (Amur/Heilongjiang) (黑龙江)
  - Songhua Jiang/Sungari (松花江)
    - Woken Jiang/Woken (倭肯河)
    - Mudan Jiang/Mudan (牡丹江)
    - Nen Jiang/Nonni (嫩江)

## Arktischer Ozean
- Irtysch (额尔齐斯河,  É’ěrqísī Hé,  in China offiziell Ertix benannt) – Obbusen (mündet in den Ob)

## Kanäle
- Kaiserkanal, der „Große Kanal“ (Dayun He 大运河)
- Magischer Kanal (Ling Qu 灵渠)
- Zheng-Guo-Kanal (Zheng Guo qu 郑国渠)
- Rote-Fahne-Kanal (Hongqi qu 红旗渠)
- Bewässerungssystem von Dujiangyan

## Flüsse in abflusslosen Becken
Es gibt mehr als 650 endorheische Binnenflüsse in China.
- Heihe
- Ili (Ili He 伊犁河) – endet im abflusslosen Balchaschsee
- Karakax (Heiyu Jiang 黑玉江 – „Schwarzer Jade-Fluss“) – endet in der Taklamakan-Wüste
- Konqi
- Muzart (Muzate He 木扎特河) – Nebenfluss des Tarim-Flusses
- Tarim (Talimu He 塔里木河) – endet in der Taklamakan-Wüste
- Ulungur
- Yurungkax (Baiyu Jiang 白玉江 – „Weißer Jade-Fluss“) – endet in der Taklamakan-Wüste